# Mistura eutética
Mistura eutética ou eutéctica (do grego antigo  εὔτηκτος, transl. eútēktos: que se funde facilmente; de εὐ, transl. eu: 'bem'; τήκω, transl. teko: 'fundir') é uma mistura de compostos ou elementos químicos  (como uma liga metálica), em uma determinada proporção, na qual o ponto de fusão é o mais baixo possível. Ou seja, durante resfriamento, uma fase líquida se transforma em, pelo menos, duas fases sólidas. Essa composição é conhecida como composição eutéctica e sua temperatura como temperatura eutéctica.
Uma das misturas eutécticas mais conhecida é a solda para componentes eletrônicos, feita de estanho e chumbo, onde o ponto de fusão da mistura é mais baixo que o de seus componentes isolados (183 °C, contra 232 °C e 327 °C, respectivamente), sendo, por isso, chamado ponto eutéctico. Há também outras misturas eutécticas usadas em metalurgia, mesmo não metálicas (para formar escória) e na indústria do vidro (na qual os componentes acrescentados, como o carbonato de sódio, são chamados "fundentes").

## Eutectóide

Diagrama de fase A-B, mostrando a transformação eutéctica entre α e β.

Quando a solução acima do ponto de transformação é contínua, em vez de líquido, uma transformação análoga (eutectóide) pode ocorrer. Por exemplo, no sistema ferro-carbono, a fase austenita pode sofrer uma transformação eutectóide para produzir ferrita e cementita, muitas vezes em estruturas de um sólido lamelar, tal como a perlita e a bainita. Esse ponto eutectóide ocorre a 727°C (1341°F) e cerca de 0,83% de carbono.

## Região peritética
Transformações peritéticas também são semelhantes às reações eutécticas. Aqui, uma das fases líquida e sólida, de proporções fixas, reage a uma temperatura fixa e produz uma única fase sólida. Dado que as formas sólidas produzidas na interface entre os dois reagentes podem formar uma barreira de difusão - e geralmente provocam tais reações para continuar muito mais lentamente do que as transformações eutécticas ou eutectóides -, quando uma composição peritética se solidifica, não mostra a estrutura lamelar encontrada na solidificação eutéctica.
Esse tipo de transformação ocorre no sistema ferro-carbono, como se vê perto do canto superior esquerdo da figura, assemelhando-se a um eutéctico invertido, com a fase δ combinando com o líquido para produzir austenita pura, a 1495°C (2723 ° F) e 0,17% de carbono.

## Resfriamento da mistura na composição eutéctica

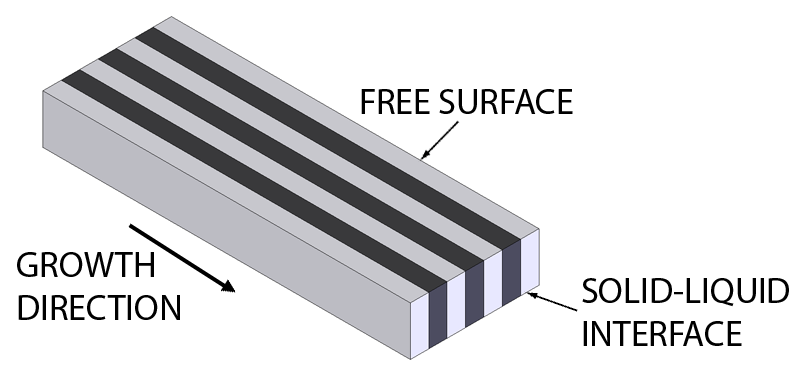
Estrutura eutéctica lamelar

Quando a mistura com a composição eutéctica é resfriada lentamente a partir da fase líquida, nenhuma alteração ocorre até a temperatura eutéctica. Ao atravessar o ponto eutéctico, o líquido se solidifica da seguinte forma:
{\displaystyle {\ce {\ Liquido->[{resfriamento}][]\alpha \ +\beta }}}
em que as composições das fases α e β são determinadas pelas extremidades da isoterma eutéctica. A microestrutura do sólido resultante dessa transformação consiste em camadas alternadas dessas fases.